# 田畑永代売買禁止令
田畑永代売買禁止令（でんぱたえいたいばいばいきんしれい）は、本百姓体制を維持するため寛永20年（1643年）に江戸幕府によって出された法令の総称。田畠永代売買禁止令とも書く。代官宛に出された17か条からなる「土民仕置条々」のうち、田畑の売買（永代売）を禁止する3条（13条）を指す。
前年に最大規模化した寛永の大飢饉を契機に幕府は本格的な農政へ乗り出し、飢饉による百姓の没落を防ぐ目的で発布されたとされている。明治5年2月15日（1872年3月23日）に廃止されるまで名目上の効力を持った。
主に天領に向けて発布されたと考えられているが、質流れなどで実際上は江戸時代を通じて土地の売買が行われており、幕府においても江戸時代中期以後に入ると、法令違反の訴えがない限りは同法違反の取締りを行うことはなかったという。